# 6 szwadron pionierów
6 szwadron pionierów – pododdział kawalerii Wojska Polskiego.

## Historia szwadronu
W 1924 został sformowany szwadron pionierów przy 6 Samodzielnej Brygadzie Kawalerii. 21 listopada 1924 minister spraw wojskowych przydzielił rtm. Józefa Pająka na stanowisko dowódcy szwadronu i por. Antoniego Czechowicza na stanowisko młodszego oficera szwadronu. Szwadron wchodził w skład 6 Samodzielnej Brygada Kawalerii w Stanisławowie. 6 listopada 1924 generał dywizji Stefan Majewski, w zastępstwie ministra spraw wojskowych, rozkazem O.I.Szt.Gen. 11750 Org. ustalił następujące odznaki dla organizującego się szwadronu pionierów przy 6 SBK:
- otok na czapkach rogatywkach czarny,
- proporczyki na kołnierzu kurtki i płaszcza pąsowo-czarne (barwa pąsowa u góry, barwa czarna zaś u dołu),
- na naramiennikach kurtki i płaszcza numer (cyfry arabskie) i litery „6B”[a].

Szwadron stacjonował w Stanisławowie.
W marcu 1926 nastąpiła zmiana na stanowiskach młodszego oficera szwadronu. Porucznik Czechowicz wrócił do macierzystego 6 pułku ułanów, a do szwadronu przydzielony został rtm. Jan Pelczar z 9 pułku ułanów i por. Włodzimierz Dawbulewicz z 6 puł. Od sierpnia 1926 formacją ewidencyjną dla żołnierzy szwadronu był 6 pułk ułanów w Stanisławowie. W związku z powyższym minister spraw wojskowych zarządzeniem Dep. II L. 10604/1926 przeniósł do tego pułku rotmistrza Czarnotę i Stanisława Bedryjowskiego. W tym samym miesiącu porucznik Pelczar wrócił do 9 pułku ułanów.
1 października 1926 szwadron został oddany pod inspekcję gen. bryg. Mieczysławowi Norwid-Neugebauerowi.
4 sierpnia 1927 minister spraw wojskowych ustalił barwy szkarłatno-czarne dla proporczyka szwadronów pionierów.
24 lutego 1928 minister spraw wojskowych ustalił otok szkarłatny na czapkach oficerów i szeregowych szwadronów pionierów.
W 1930 pododdział został przemianowany na 6 szwadron pionierów.
13 sierpnia 1931 minister spraw wojskowych marszałek Polski Józef Piłsudski rozkazem G.M. 7759 I. zatwierdził wzór i regulamin odznaki pamiątkowej szwadronów pionierów.
Bezpośredni nadzór nad szkoleniem i wychowaniem żołnierzy w szwadronie, jak również nadzór nad właściwym wykorzystaniem i konserwacją sprzętu saperskiego sprawował jeden z trzech dowódców grup saperów. Był on również kierownikiem corocznych koncentracji jednostek saperskich.
Od 1937 szwadron wchodził w skład Podolskiej Brygady Kawalerii. Do października tego roku szwadron został zreorganizowany.
Zgodnie z uzupełnionym planem mobilizacyjnym „W” dowódca 6 pułku ułanów w Stanisławowie był odpowiedzialny za przygotowanie i przeprowadzenie mobilizacji szwadronu pionierów nr 6. Jednostka była mobilizowana w alarmie, w grupie jednostek oznaczonych kolorem zielonym. 27 sierpnia 1939 została zarządzona mobilizacja jednostek „zielonych” na terenie Okręgu Korpusu Nr VI. Mobilizację rozpoczęto tego samego dnia w godzinach wieczornych. Mobilizacja szwadronu odbyła się w terminie (Z+36) i zgodnie z elaboratem mob. Szwadron przyjął organizację wojenną L.3023/mob.org. oraz został ukompletowany zgodnie z zestawieniem specjalności L.4023/mob.AR i wyposażony zgodnie z należnościami materiałowymi L.5023/mob.mat.. Piątego dnia mobilizacji powszechnej miała być zakończona mobilizacja uzupełnienia marszowego szwadronu pionierów nr 6. Uzupełnienie marszowe było jednostką podległą dowódcy Okręgu Korpusu Nr VI pod każdym względem. Zmobilizowany szwadron pionierów nr 6 i jego uzupełnienie marszowe przynależały pod względem ewidencji do Ośrodka Zapasowego Kawalerii „Stanisławów”.
W czasie kampanii wrześniowej szwadron pionierów nr 6 walczył w składzie Podolskiej BK, a od 23 września, po przebiciu się do Warszawy, w składzie Zbiorczej Brygady Kawalerii. Do szwadronu wcielono resztki szwadronu pionierów nr 3.

## Kadra szwadronu
Dowódcy szwadronu
- rtm. Józef Pająk (XI[2] – XII 1924[31][32])
- rtm. Adolf Marian Czarnota (II 1925[33] – XI 1928[34])
- rtm. Kazimierz Porzycki (XI 1928[34][5] – X 1931[35])
- por. kaw. / rtm. Bolesław I Krajewski (X 1931[36][37] – IX 1939[38])

Obsada personalna w marcu 1939
- dowódca szwadronu – rtm. Bolesław I Krajewski
- dowódca plutonu – por. kaw. Wiktor Sommer
- dowódca plutonu – por. kaw. Bronisław Zarębiński

Obsada personalna we wrześniu 1939
- dowódca szwadronu – rtm. Bolesław I Krajewski †26 V 1944 Poznań
- dowódca I plutonu – por. kaw. Wiktor Sommer †7 XI 1941 Berlin[41][42]
- dowódca II plutonu – por. kaw. Bronisław Zarębiński[43][44]
- dowódca III plutonu – ppor. kaw. rez. Ludwik Leliwa[b][47][48]